# Чериченко Ірина В'ячеславівна
Ірина В'ячеславівна Чериченко (нар. 3 серпня 1963, Полярний, Мурманська область, РРФСР, СРСР) — радянська і російська актриса театру і кіно.

## Біографія
Ірина Чериченко народилася 3 серпня 1963 року в місті Полярному Мурманській області, де її батько служив офіцером-підводником і куди її мати приїхала за розподілом із Мелітополя працювати хормейстером у Будинку офіцерів. Коли Ірині було чотири роки, сім'я повернулася в Україну, до Запоріжжя.
Там Ірина почала займатися танцями у балетному гуртку того будинку культури, де працювала її мати. У віці дев'яти років вступила до Мелітопольського училища культури та оселилася в Мелітополі у своєї двоюрідної сестри . Навчалася хореографії у Віктора Чміля. Під час випускного іспиту з класичного танцю партнер упустив Ірину, вона сильно вдарилася колінами об сцену і отримала розрив менісків. Після такої травми продовжувати танцювальну кар'єру було неможливо. Тим не менш, у шістнадцять років Ірина здобула диплом педагога-хореографа, почала працювати хореографом у мелітопольському Палаці культури, одружилася з Євгеном, диск-жокеєм того ж палацу культури.
До Москви їздила вступати двічі. Перша спроба закінчилася невдачею. Вдруге, 1983 року, подала документи одразу до двох театральних училищ — Щукінського та Щепкінського (в одне — шкільний атестат, в інше — диплом Мелітопольського культурно-освітнього училища). В обох училищах іспити пройшли успішно. Після деяких вагань Ірина обрала Вище театральне училище імені Б. В. Щукіна (курс Євгена Рубеновича Симонова), яке закінчила в 1987 році. Під час навчання підробляла посудомийкою та прибиральницею у ресторанах. Чоловік Ірини залишився в Мелітополі і незабаром запропонував розлучитися.
Наприкінці другого курсу Ірину затвердили на головну роль Іскри Полякової у драматичній кіноповісті «Завтра була війна» режисера Юрія Кари. У 1987 році, коли фільм вийшов на екрани, молода актриса відразу стала знаменитою на весь Радянський Союз.
Ірина продовжила зніматися в кіно, але, за словами актриси, їй не подобалося, що їй пропонували однотипні ролі «а-ля Іскра», і театр приваблював її більше, ніж кінематограф. Вона працювала в трупі Московського театру-студії під керівництвом Євгена Симонова, потім у Московському новому драматичному театрі.
У 1988 році, у віці двадцяти п'яти років, тимчасово пішла з професії і вступила послушницею до Пюхтицького монастиря Російської православної церкви в естонському селі Куремяе. За власними спогадами, Ірині «захотілося побути далеко від суєти, знайти душевний спокій, розібратися в собі». За дев'ять місяців Ірина пішла з монастиря і продовжила кар'єру актриси.
У складі ансамблю танцю «Ритми планети» вона поїхала до Іспанії. Там, спокусившись швидким заробітком, погодилася перевезти вантаж, не підозрюючи, що це наркотики. В іспанській в'язниці з нею трапився мікроінсульт. Пізніше їй вдалося довести свою непричетність до торгівлі наркотиками.
Після повернення в Росію почала займатися бізнесом.
2003 року залишила бізнес і повернулася до роботи в театрі та кіно. Першою театральною роботою стала вистава Андрія Соколова «Койка».
Багато знімалася в телесеріалах.

### Особисте життя
Вперше Ірина Чериченко одружилася 1979 року, у Мелітополі, коли їй було шістнадцять років. Різниця у віці між подружжям становила тринадцять років. Заради Ірини чоловік Євген залишив свою родину. Шлюб розпався 1983 року, коли Ірина поїхала вчитися до Москви.
Потім актриса була одружена з актором Валерієм Васильовичем Ярьоменком (нар. 21 жовтня 1961, Севастополь). Прожили разом чотири роки.
У 1990-ті роки перебувала у відносинах з американським бізнесменом Артуром, від якого в 1997 народила сина Філіпа. Син носить по батькові отця Ірини, В'ячеслава.
У 2005—2015 роках перебувала у незареєстрованому шлюбі з Олексієм Миколайовичем Лисенковим (нар. 26 січня 1965, Київ), відомим російським телеведучим та шоуменом програми «Сам собі режисер».

## Нагороди
- 2020 — Медаль ордена «За заслуги перед Батьківщиною» II ступеня (21 вересня 2020) — «за великий внесок у розвиток вітчизняної культури та мистецтва, багаторічну плідну діяльність»[6].

## Фільмографія
1. 1985 — Місто наречених — Ольга, робітниця на текстильному комбінаті
2. 1986 — Де ваш син? — епізод
3. 1986 — Зіна-Зінуля — Наташа
4. 1987 — Завтра була війна — Іскра Полякова[5]
5. 1988 — Слуга — хористка
6. 1989 — Кому на Русі жити… — Катя
7. 1989 — Птахам крила не важкі — Катерина Семенівна, вихователька в дитячому будинку
8. 1991 — Вербувальник — Ольга Зорова, сестра, художниця
9. 1991 — Іван Федоров — Таїся
10. 1992 — Бабій 2 — Зінаїда
11. 1992 — Трактористи 2 — Франя
12. 1993 — Не хочу одружуватися! — Рита, медсестра
13. 1995 — Мост / I gefyra (короткометражный фильм) — Елена
14. 2002 — Той, що дивиться вниз — Дарина Безродна, актриса, колишня дружина Олександра Івановича Угарова
15. 2004 — 2006 — Моя прекрасна нянька (серия № 52 «Кольцо властелина») — Олександра Мессер
16. 2007 — Корольов — Валентина Степанівна Гризодубова, радянський льотчик-інструктор
17. 2007 — Пригоди солдата Івана Чонкіна — Аглая
18. 2007 — Адвокат 4 (серия № 43 «Кривавий спорт») — Наталія Валеріївна Кірсанова
19. 2008 — Візьми мене з собою — Валентина
20. 2008 — Закон і порядок. Злочинний намір 3 (серия № 4 «Чокнутий») — Серафима Лінькова
21. 2008 — Злочин буде розкритий (серія № 12 «Капкан для метеликів») — Світлана Євгенівна Рубцова, дружина Миколи Рубцова
22. 2008 — Доторкнутися до неба — Валерія, мати Лідії
23. 2008 — 2010 — Ранетки — Ірина Прокоп'єва
24. 2009 — Повернути на дорозслідування (серія «Небезпечні зв'язки») — Ольга Василівна Кречетова, письменниця (у титрах не вказано)
25. 2009 — Візьми мене з собою 2 — Валентина
26. 2010 — Долі загадкове завтра — Валентина Михайлівна, лікар-гінеколог
27. 2010 — Невидимки — Лариса, приватний детектив
28. 2011 — НС. Надзвичайна ситуація — Марина Євгенівна, мати Жені
29. 2011 — Обітниця мовчання — психолог
30. 2011 — Дуель
31. 2011 — Дружина генерала — Дарина Сиротіна
32. 2011 — І Шепілов, що приєднався до них (документальний) —  Катерина Фурцева
33. 2012 — Готель «Президент» — Любов Григорівна, мати Олі
34. 2013 — Діти Водолія — мати Івана
35. 2013 — Зцілення — Людмила Миколаївна, мати Ольги
36. 2013 — В'юга —  Валерія Вікторівна Жаркова, мати Сергія
37. 2013 — Одного разу і назавжди — Олена Віталіївна Черкасова, мати Маші
38. 2013 — Операція «Ляльковод» — Людмила Попова, вдова колишнього губернатора
39. 2014 — Метод Фрейда 2 (серія № 5) — Ольга Миколаївна Єпіфанцева, дружина бізнесмена Платона Тимофійовича Єпіфанцева
40. 2014 — Жінки на грані (серія № 24 «Повний нуль») — Ольга Леонардівна Токарєва, заступник Григорія Лобельського[7]
41. 2015 — Ці очі навпроти — Ірина Григорівна, мати Ніни
42. 2015 — Міндальний присмак кохання — Антоніна Павлівна Струкова, мати Андрія
43. 2015 — Готель — Поліна
44. 2016 — Злочин — Галина Василівна Ломакіна, заступник директора педагогічного коледжу з навчальної частини
45. 2017 — Дівчина з косою — Галина Вікторівна, дружина Миколи
46. 2017 — Лінія вогню — Ірина Колосова, дружина бізнесмена Іллі Володимировича Колосова, мати Дениса
47. 2018 — Поліцейський з Рубльовки 3 — мама Христини
48. 2018 — Лапсі — «Коса»
49. 2018 — Нерозкритий талант 3 — Тамара Іванівна Суворова, новий головний режисер театру
50. 2018 — Реставратор — Катерина Павлівна Смирнова, директор музею авіації
51. 2018 — Її секрет — Поліна Андріївна Талицька, дружина власника девелоперської компанії «Моноліт» Вадима Анатолійовича Талицького, мати Марії Вадимівни Талицької
52. 2018 — Гра з вогнем — матір Рити
53. 2018 — Між нами, дівчатками 2 — Яна, заступник Олени Миколаївни Сайко
54. 2019 — Вчителі — Яхіна
55. 2019 — Касирші — директор
56. 2020 — Паромщиця — Катерина Ярцева («Ігуменя»), співкамерниця і подруга Надії Зиминої (Титової)
57. 2020 — І знову буде день — Лариса Василівна, тренер з фігурного катання
58. 2020 — Актори затонулого театру — Ірина
59. 2021 — Регбі — мама Насті
60. 2021 — Обіцянки (короткометражний) — мама
61. 2021 — Паромниця 2 — Катерина Ярцева («Ігуменя»), співкамерниця та подруга Надії Зиміної (Титової)
62. 2021 — Передня інстанція — Римма Олександрівна
63. 2021 — Магістраль — Анна Сергіївна, співробітник архіву МВС
64. 2022 — Брати — мати Яни